# Toyota Aurion
Der Toyota Aurion ist eine zwischen 2006 und 2017 von dem japanischen Automobilhersteller Toyota in Australien, Neuseeland und einigen asiatischen Ländern produzierte und verkaufte Mittelklasse-Limousine.

## Erste Generation (XV40)
Der Aurion basiert auf dem Toyota Camry, unterscheidet sich von diesem aber durch die Gestaltung von Front- und Heckpartie und die Verwendung eines 3,5-Liter-V6 anstelle des im Camry eingesetzten 2,4-Liter-Vierzylinders. Lieferbar sind die Ausstattungsstufen AT-X, Prodigy, Sportivo und Presara.
| Toyota                                              | Camry                                                  | Aurion                        |
| --------------------------------------------------- | ------------------------------------------------------ | ----------------------------- |
| Motor:                                              | 6-Zylinder-V-Motor (Viertakt)                          |                               |
| Hubraum:                                            | 3456 cm³                                               |                               |
| Bohrung × Hub:                                      | 91,9 × 85 mm                                           |                               |
| Leistung bei 1/min:                                 | 200 kW (272 PS) bei 6200                               |                               |
| Max. Drehmoment bei 1/min:                          | 336 Nm bei 4700                                        |                               |
| Verdichtung:                                        | 10,5:1                                                 |                               |
| Gemischaufbereitung:                                | Einspritzung                                           |                               |
| Ventilsteuerung:                                    | DOHC                                                   |                               |
| Kühlung:                                            | Wasserkühlung                                          |                               |
| Getriebe:                                           |                                                        | 5-Gang-Automatik Frontantrieb |
| Radaufhängung vorn:                                 | Federbeinachse, Schraubenfedern                        |                               |
| Radaufhängung hinten:                               | Mehrlenkerachse, Schraubenfedern                       |                               |
| Bremsen:                                            | Scheibenbremsen rundum, vorne innenbelüftet, ABS       |                               |
| Lenkung:                                            | Zahnstangenlenkung, servounterstützt                   |                               |
| Karosserie:                                         | Stahlblech, selbsttragend                              |                               |
| Spurweite vorn/hinten:                              | 1575/1565 mm                                           |                               |
| Radstand:                                           | 2775 mm                                                |                               |
| Abmessungen:                                        | 4815 × 1820 × 1480 mm                                  |                               |
| Leergewicht:                                        |                                                        | 1540–1575 kg                  |
| Verbrauch (Liter/100 Kilometer, australische Norm): | 9,9 Superbenzin                                        |                               |
| Preis:                                              | $ 34.990–49.990 (AUS, 2008) entspricht € 21.500–30.800 |                               |

## Zweite Generation (XV50)
Die zweite Generation ist wiederum baugleich mit dem Camry. Er ist jedoch aufgrund unterschiedlicher Schürzen geringfügig länger und weiterhin ausschließlich mit einem 3,5-l-V6-Motor verfügbar. Es stehen fünf Ausstattungsversionen zur Auswahl: Prodigy, Presara, AT-X, SportivoSX6 und SportivoZR6.